# Доктор Джон
Малкълм Джон Ребенак-младши (на английски: Malcolm John Rebennack Jr.), известен под сценичния си псевдоним Доктор Джон (на английски: Dr. John), е американски певец, пианист и автор на песни. Музиката му съчетава елементи на нюорлиънски блус, джаз, фънк и ритъм енд блус.
Шест пъти е награждаван с „Грами“ в различни категории.

## Биография
Роден е на 21 ноември 1940 година в Ню Орлиънс в креолско семейство. Баща му е собственик на музикален магазин, и Доктор Джон започва от ранна възраст да работи като студиен музикант. След престой в затвора, през 1965 година отива в Калифорния, където малко по-късно става известен с дебютния си албум Gris-Gris (1968). Стилът му съчетава блус с разнородни елементи – поп, джаз, зайдеко, буги-вуги и рокендрол. Концертните му изпълнения са с характерна театралност, вдъхновена от традиционното медицинско шоу, костюмите на нюорлиънския „Марди Гра“ и церемониите на луизианското вуду. В продължителната си кариера записва 30 студийни и 9 концертни албума и участва в голям брой записи на други музиканти.
Доктор Джон умира от инфаркт на 6 юни 2019 година в Ню Орлиънс.